# Публий Калвизий Рузон (консул 79 г.)
Вижте пояснителната страница за други личности с името Публий Калвизий Рузон.
Публий Калвизий Рузон (на латински: Publius Calvisius Ruso) e сенатор на Римската империя през 1 век.
Син е на Публий Калвизий Рузон (суфектконсул 53 г.) и брат на Публий Калвизий Рузон Юлий Фронтин (суфектконсул 84 г.), прадядото на император Марк Аврелий.
През 79 г. Калвизий Рузон е суфектконсул заедно с Луций Юний Цезений Пет. През 92/93 г. е проконсул на провинция Азия.